# AFC West
Pour les articles homonymes, voir AFC.
L'AFC West (« AFC Ouest ») est une division de l'American Football Conference (AFC), elle-même conférence de la National Football League (NFL), ligue professionnelle de football américain aux États-Unis.
La Division AFC West compte actuellement quatre franchises :
- les Broncos de Denver, basés à Denver dans le Colorado ;
- les Chiefs de Kansas City, bases à Kansas City dans le Missouri ;
- les Raiders de Las Vegas, basés à Las Vegas dans le Nevada ;
- les Chargers de Los Angeles basés à Los Angeles en Californie.

En fin de saison 2024, les franchises de l'AFC West comptaient vingt (21) participations aux finales nationales (AFL Championship + Super Bowls ) pour dix (12) victoires : 1 pour les Chargers (1 participation), 3 pour les Raiders (en 5 participations) , 3 pour les Broncos (en 8 participations) et 5 pour les Chiefs (en 7 participations).
Les Chargers comptent une seule apparition au Super Bowl (défaite lors du Super Bowl XXIX), les Raiders comptent  3 victoires, les Broncos 3 victories et les Chiefs 4 victoires.
Les Chiefs ont remporté en 2024 leur 9e titre consécutif de l'AFC West et leur 17e au total, les trois autres franchises étant à égalité avec quinze (15) titres de la division.

## Ligne du temps
Placez le curseur sur l'année pour connaitre le champion de la Division ou du Super Bowl.
| AFL Western       | AFL Western               | AFL Western               | AFL Western               | AFL Western               | AFL Western               | AFL Western               | AFL Western               | AFL Western               | AFL Western               |
| ----------------- | ------------------------- | ------------------------- | ------------------------- | ------------------------- | ------------------------- | ------------------------- | ------------------------- | ------------------------- | ------------------------- |
| Années 1900       |                           |                           |                           |                           |                           |                           |                           |                           |                           |
| 60                | 61                        | 62                        | 63                        | 64                        | 65                        | 66                        | 67                        | 68                        | 69                        |
|                   |                           |                           |                           |                           |                           |                           |                           |                           |                           |
| Texans de Dallas  | Texans de Dallas          | Texans de Dallas          | Chiefs de Kansas City [A] | Chiefs de Kansas City [A] | Chiefs de Kansas City [A] | Chiefs de Kansas City [A] | Chiefs de Kansas City [A] | Chiefs de Kansas City [A] | Chiefs de Kansas City [A] |
| Broncos de Denver |                           |                           |                           |                           |                           |                           |                           |                           |                           |
| Chargers de LA    | Chargers de San Diego [B] | Chargers de San Diego [B] | Chargers de San Diego [B] | Chargers de San Diego [B] | Chargers de San Diego [B] | Chargers de San Diego [B] | Chargers de San Diego [B] | Chargers de San Diego [B] | Chargers de San Diego [B] |
| Raiders d'Oakland |                           |                           |                           |                           |                           |                           |                           |                           |                           |
|                   |                           |                           |                           |                           |                           |                           |                           | Bengals de Cincinnati [D] |                           |

| AFC West              | AFC West          | AFC West          | AFC West          | AFC West          | AFC West          | AFC West          | AFC West               | AFC West               | AFC West               | AFC West               | AFC West               | AFC West                   | AFC West                   | AFC West                   | AFC West                   | AFC West                   | AFC West                   | AFC West                   | AFC West                   | AFC West                   | AFC West                   | AFC West                   | AFC West                   | AFC West                   | AFC West               | AFC West               | AFC West               | AFC West               | AFC West               | AFC West               | AFC West               |
| --------------------- | ----------------- | ----------------- | ----------------- | ----------------- | ----------------- | ----------------- | ---------------------- | ---------------------- | ---------------------- | ---------------------- | ---------------------- | -------------------------- | -------------------------- | -------------------------- | -------------------------- | -------------------------- | -------------------------- | -------------------------- | -------------------------- | -------------------------- | -------------------------- | -------------------------- | -------------------------- | -------------------------- | ---------------------- | ---------------------- | ---------------------- | ---------------------- | ---------------------- | ---------------------- | ---------------------- |
| Années 1900           | Années 1900       | Années 1900       | Années 1900       | Années 1900       | Années 1900       | Années 1900       | Années 1900            | Années 1900            | Années 1900            | Années 1900            | Années 1900            | Années 1900                | Années 1900                | Années 1900                | Années 1900                | Années 1900                | Années 1900                | Années 1900                | Années 1900                | Années 1900                | Années 1900                | Années 1900                | Années 1900                | Années 1900                | Années 1900            | Années 1900            | Années 1900            | Années 1900            | Années 1900            | Années 2000            | Années 2000            |
| 70                    | 71                | 72                | 73                | 74                | 75                | 76                | 77                     | 78                     | 79                     | 80                     | 81                     | 82                         | 83                         | 84                         | 85                         | 86                         | 87                         | 88                         | 89                         | 90                         | 91                         | 92                         | 93                         | 94                         | 95                     | 96                     | 97                     | 98                     | 99                     | 00                     | 01                     |
|                       |                   |                   |                   |                   |                   |                   |                        |                        |                        |                        |                        |                            |                            |                            |                            |                            |                            |                            |                            |                            |                            |                            |                            |                            |                        |                        |                        |                        |                        |                        |                        |
| Chiefs de Kansas City |                   |                   |                   |                   |                   |                   |                        |                        |                        |                        |                        |                            |                            |                            |                            |                            |                            |                            |                            |                            |                            |                            |                            |                            |                        |                        |                        |                        |                        |                        |                        |
| Broncos de Denver     |                   |                   |                   |                   |                   |                   |                        |                        |                        |                        |                        |                            |                            |                            |                            |                            |                            |                            |                            |                            |                            |                            |                            |                            |                        |                        |                        |                        |                        |                        |                        |
| Chargers de San Diego |                   |                   |                   |                   |                   |                   |                        |                        |                        |                        |                        |                            |                            |                            |                            |                            |                            |                            |                            |                            |                            |                            |                            |                            |                        |                        |                        |                        |                        |                        |                        |
| Raiders d'Oakland     | Raiders d'Oakland | Raiders d'Oakland | Raiders d'Oakland | Raiders d'Oakland | Raiders d'Oakland | Raiders d'Oakland | Raiders d'Oakland      | Raiders d'Oakland      | Raiders d'Oakland      | Raiders d'Oakland      | Raiders d'Oakland      | Raiders de Los Angeles [C] | Raiders de Los Angeles [C] | Raiders de Los Angeles [C] | Raiders de Los Angeles [C] | Raiders de Los Angeles [C] | Raiders de Los Angeles [C] | Raiders de Los Angeles [C] | Raiders de Los Angeles [C] | Raiders de Los Angeles [C] | Raiders de Los Angeles [C] | Raiders de Los Angeles [C] | Raiders de Los Angeles [C] | Raiders de Los Angeles [C] | Raiders d'Oakland      | Raiders d'Oakland      | Raiders d'Oakland      | Raiders d'Oakland      | Raiders d'Oakland      | Raiders d'Oakland      | Raiders d'Oakland      |
|                       |                   |                   |                   |                   |                   | Bucs de TB[E]     | Seahawks de Seattle[F] | Seahawks de Seattle[F] | Seahawks de Seattle[F] | Seahawks de Seattle[F] | Seahawks de Seattle[F] | Seahawks de Seattle[F]     | Seahawks de Seattle[F]     | Seahawks de Seattle[F]     | Seahawks de Seattle[F]     | Seahawks de Seattle[F]     | Seahawks de Seattle[F]     | Seahawks de Seattle[F]     | Seahawks de Seattle[F]     | Seahawks de Seattle[F]     | Seahawks de Seattle[F]     | Seahawks de Seattle[F]     | Seahawks de Seattle[F]     | Seahawks de Seattle[F]     | Seahawks de Seattle[F] | Seahawks de Seattle[F] | Seahawks de Seattle[F] | Seahawks de Seattle[F] | Seahawks de Seattle[F] | Seahawks de Seattle[F] | Seahawks de Seattle[F] |

| AFC West | AFC West              | AFC West              | AFC West              | AFC West              | AFC West              | AFC West              | AFC West              | AFC West              | AFC West              | AFC West              | AFC West              | AFC West              | AFC West              | AFC West              | AFC West                | AFC West                | AFC West                | AFC West                | AFC West                | AFC West                | AFC West                | AFC West                | AFC West                | AFC West                |
| --- | --------------------- | --------------------- | --------------------- | --------------------- | --------------------- | --------------------- | --------------------- | --------------------- | --------------------- | --------------------- | --------------------- | --------------------- | --------------------- | --------------------- | ----------------------- | ----------------------- | ----------------------- | ----------------------- | ----------------------- | ----------------------- | ----------------------- | ----------------------- | ----------------------- | ----------------------- |
| Années 2000 |                       |                       |                       |                       |                       |                       |                       |                       |                       |                       |                       |                       |                       |                       |                         |                         |                         |                         |                         |                         |                         |                         |                         |                         |
| 02 | 03                    | 04                    | 05                    | 06                    | 07                    | 08                    | 09                    | 10                    | 11                    | 12                    | 13                    | 14                    | 15                    | 16                    | 17                      | 18                      | 19                      | 20                      | 21                      | 22                      | 23                      | 24                      | 25                      | 26                      |
| |                       |                       |                       |                       |                       |                       |                       |                       |                       |                       |                       |                       |                       |                       |                         |                         |                         |                         |                         |                         |                         |                         |                         |                         |
| Chiefs de Kansas City |                       |                       |                       |                       |                       |                       |                       |                       |                       |                       |                       |                       |                       |                       |                         |                         |                         |                         |                         |                         |                         |                         |                         |                         |
| Broncos de Denver |                       |                       |                       |                       |                       |                       |                       |                       |                       |                       |                       |                       |                       |                       |                         |                         |                         |                         |                         |                         |                         |                         |                         |                         |
| Chargers de San Diego | Chargers de San Diego | Chargers de San Diego | Chargers de San Diego | Chargers de San Diego | Chargers de San Diego | Chargers de San Diego | Chargers de San Diego | Chargers de San Diego | Chargers de San Diego | Chargers de San Diego | Chargers de San Diego | Chargers de San Diego | Chargers de San Diego | Chargers de San Diego | Chargers de Los Angeles | Chargers de Los Angeles | Chargers de Los Angeles | Chargers de Los Angeles | Chargers de Los Angeles | Chargers de Los Angeles | Chargers de Los Angeles | Chargers de Los Angeles | Chargers de Los Angeles | Chargers de Los Angeles |
| Raiders d'Oakland | Raiders d'Oakland     | Raiders d'Oakland     | Raiders d'Oakland     | Raiders d'Oakland     | Raiders d'Oakland     | Raiders d'Oakland     | Raiders d'Oakland     | Raiders d'Oakland     | Raiders d'Oakland     | Raiders d'Oakland     | Raiders d'Oakland     | Raiders d'Oakland     | Raiders d'Oakland     | Raiders d'Oakland     | Raiders d'Oakland       | Raiders d'Oakland       | Raiders d'Oakland       | Raiders d'Oakland       | Raiders d'Oakland       | Raiders de Las Vegas[G] | Raiders de Las Vegas[G] | Raiders de Las Vegas[G] | Raiders de Las Vegas[G] | Raiders de Las Vegas[G] |
| Non membre de l'AFC West A remporté la finale de la conférence AFL L'AFC West a remporté la finale de conférence AFL mais perdu le Super Bowl L'AFC West a remporté la finale de conférence AFC L'AFC West a remporté le Super Bowl |                       |                       |                       |                       |                       |                       |                       |                       |                       |                       |                       |                       |                       |                       |                         |                         |                         |                         |                         |                         |                         |                         |                         |                         |

A  Les Texans de Dallas déménagent à Kansas City dans le Missouri et sont renommés Chiefs de Kansas City en 1963.
B  Les Chargers de Los Angeles déménagent à San Diego en 1961 mais retournent à Los Angeles en 2017.
C  Les Raiders d'Oakland déménagent à Los Angeles en 1982 mais retournent à Oakland en 1995.
D  La franchise des Bengals de Cincinnati est créée en 1968. Après la fusion AFL-NFL en 1970, elle intègre l'AFC Central.
E  La franchise des Buccaneers de Tampa Bay est créée en 1976. Ils intègrent la NFC Central la saison suivante et intègrent ensuilte la NFC South après la saison 2001.
F  Les Seahawks de Seattle intègrent la NFC West en 1977. En 2002, ils retournent dans la NFC West.
G  Les Raiders d'Oakland déménagent à Las Vegas en 2020 et sont renommés Raiders de Las Vegas.

## Champions de division
Légende :
- Champion de l'AFL
- Vainqueur du Super Bowl
- Finaliste du Super Bowl
- (X) : Nombre de participations de la franchise en séries éliminatoires

| Saison | Franchise                  | Bilan  | Résultats en séries éliminatoires |
| ------ | -------------------------- | ------ | --- |
| 1960   | Chargers de Los Angeles    | 10-4   | Défaite en finale de conférence AFL (@ Oilers) 16-24 |
| 1961   | Chargers de San Diego      | 12-2   | Défaite en finale de conférence AFL (Oilers) 3-10 |
| 1962   | Texans de Dallas           | 11-3   | Victoire en finale de conférence AFL (Oilers) 20-17 (2OT) |
| 1963   | Chargers de San Diego      | 11-3   | Victoire en finale de conférence AFL (Patriots) 51-10 |
| 1964   | Chargers de San Diego      | 8-5-1  | Défaite en finale de conférence AFL (@ Bills) 7-20 |
| 1965   | Chargers de San Diego      | 9-2-3  | Défaite en finale de conférence AFL (Bills) 0-23 |
| 1966   | Chiefs de Kansas City      | 12-2-1 | Victoire en finale de conférence AFL (Bills) 31-7 |
| 1966   | Chiefs de Kansas City      | 12-2-1 | Défaite au Super Bowl I (Packers) 10-35 |
| 1967   | Raiders d'Oakland          | 13-1   | Victoire en finale de conférence AFL (Oilers) 40-7 |
| 1967   | Raiders d'Oakland          | 13-1   | Défaite au Super Bowl II (Packers) 14-33 |
| 1968   | Raiders d'Oakland          | 12-2   | Victoire en tour de division (Chiefs) 41-6 Défaite en finale de conférence AFL (@ Jets) 23-27                                                                                             |
| 1969   | Raiders d'Oakland          | 12-1-1 | Victoire en tour de division (Oilers) 56-7 Défaite en finale de conférence AFL (Chiefs) 7-17                                                                                              |
| 1970   | Raiders d'Oakland          | 8-4-2  | Victoire en tour de division (Dolphins) 21-14 Défaite en finale de conférence AFC (@ Colts) 17-27                                                                                         |
| 1971   | Chiefs de Kansas City      | 10-3-1 | Défaite en tour de division (Dolphins) 24-27 (2OT) |
| 1972   | Raiders d'Oakland          | 10-3-1 | Défaite en tour de division (@ Steelers) 7-13 |
| 1973   | Raiders d'Oakland          | 9-4    | Victoire en tour de division (Steelers) 33-14 Défaite en finale de conférence AFC (@ Dolphins) 10-27                                                                                      |
| 1974   | Raiders d'Oakland          | 12-2   | Victoire en tour de division (Dolphins) 28-26 Défaite en finale de conférence AFC (Steelers) 13-24                                                                                        |
| 1975   | Raiders d'Oakland          | 11-3   | Victoire en tour de division (Bengals) 31-28 Défaite en finale de conférence AFC (@ Steelers) 10-16                                                                                       |
| 1976   | Raiders d'Oakland          | 13-1   | Victoire en tour de division (Patriots) 24-21 Victoire en finale de conférence AFC (Steelers) 24-7 Victoire au Super Bowl XI (Vikings) 32-14                                              |
| 1977   | Broncos de Denver          | 12-2   | Victoire en tour de division (Steelers) 34-21 Victoire en finale de conférence AFC (Raiders) 20-17 Défaite au Super Bowl XII (Cowboys) 10-27                                              |
| 1978   | Broncos de Denver          | 10-6   | Défaite en tour de division (@ Steelers) 10-33 |
| 1979   | Chargers de San Diego      | 12-4   | Défaite en tour de division (Oilers) 14-17 |
| 1980   | Chargers de San Diego      | 11-5   | Victoire en tour de division (Bills) 20-14 Défaite en finale de conférence AFC (Raiders) 27-34                                                                                            |
| 1981   | Chargers de San Diego      | 10-6   | Victoire en tour de division (@ Dolphins) 41-38 (OT) Défaite en finale de conférence AFC (@ Bengals) 7-27                                                                                 |
| 1982   | Raiders de Los Angeles     | 8-1    | Victoire au 1er tour (Browns) 2-10 Défaite au 2e tour (Jets) 14-17 |
| 1983   | Raiders de Los Angeles     | 12-4   | Victoire en tour de division (Steelers) 38-10 Victoire en finale de conférence AFC (Seahawks) 30-14 Victoire au Super Bowl XVIII (Redskins) 38-9                                          |
| 1984   | Broncos de Denver          | 13-3   | Défaite en tour de division (Steelers) 17-24 |
| 1985   | Raiders de Los Angeles     | 12-4   | Défaite en tour de division (Patriots) 20-27 |
| 1986   | Broncos de Denver          | 11-5   | Victoire en tour de division (Patriots) 22-17 Victoire en finale de conférence AFC (@ Browns) 23-20 Défaite au Super Bowl XXI (Giants) 20-39                                              |
| 1987   | Broncos de Denver          | 10-4-1 | Victoire en tour de division (Oilers) 34-10 Victoire en finale de conférence AFC (Browns) 38-33 Défaite au Super Bowl XXII (Redskins) 10-42                                               |
| 1988   | Seahawks de Seattle        | 9-7    | Défaite en tour de division (@ Bengals) 13-21 |
| 1989   | Broncos de Denver          | 11-5   | Victoire en tour de division (Steelers) 24-23 Victoire en finale de conférence AFC (Browns) 37-21 Défaite au Super Bowl XXIV (49ers) 10-55                                                |
| 1990   | Raiders de Los Angeles     | 12-4   | Victoire en tour de division (Bengals) 20-10 Défaite en finale de conférence AFC @ Bills) 3-51                                                                                            |
| 1991   | Broncos de Denver          | 12-4   | Victoire en tour de division (Oilers) 26-20 Défaite en finale de conférence AFC (@ Bills) 7-10                                                                                            |
| 1992   | Chargers de San Diego      | 11-5   | Victoire en tour de Wild Card (Chiefs) 17-0 Défaite en tour de division (@ Dolphins) 0-31                                                                                                 |
| 1993   | Chiefs de Kansas City      | 11-5   | Victoire en tour de Wild Card (Steelers) 27-24 (OT) Victoire en tour de division (@ Oilers) 28-20 Défaite en finale de conférence AFC (@ Bills) 13-30                                     |
| 1994   | Chargers de San Diego      | 11-5   | Victoire en tour de division (Dolphins) 22-21 Victoire en finale de conférence AFC (@ Steelers) 17-13 Défaite au Super Bowl XXIX (49ers) 26-49                                            |
| 1995   | Chiefs de Kansas City      | 13-3   | Défaite en tour de division (Colts) 7-10 |
| 1996   | Broncos de Denver          | 13-3   | Défaite en tour de division (Jaguars) 27-30 |
| 1997   | Chiefs de Kansas City      | 13-3   | Défaite en tour de division (Broncos) 10-14 |
| 1998   | Broncos de Denver          | 14-2   | Victoire en tour de division (Dolphins) 38-3 Victoire en finale de conférence AFC (Jets) 23-10 Victoire au Super Bowl XXXIII (Falcons) 34-19                                              |
| 1999   | Seahawks de Seattle (2)    | 9-7    | Défaite en tour de Wild Card (Dolphins) 17-20 |
| 2000   | Raiders d'Oakland          | 12-4   | Victoire en tour de division (Dolphins) 27-0 Défaite en finale de conférence AFC (Ravens) 3-16                                                                                            |
| 2001   | Raiders d'Oakland          | 10-6   | Victoire en tour de Wild Card (Jets) 38-24 Défaite en tour de division (@ Patriots) 13-16 (OT)                                                                                            |
| 2002   | Raiders d'Oakland (15)     | 11-5   | Victoire en tour de division (Jets) 30-10 Victoire en finale de conférence AFC (Titans) 41-24 Défaite au Super Bowl XXXVII (Buccaneers) 21-48                                             |
| 2003   | Chiefs de Kansas City      | 13-3   | Défaite en tour de division (Colts) 31-38 |
| 2004   | Chargers de San Diego      | 12-4   | Défaite en tour de Wild Card (Jets) 17-20 (OT) |
| 2005   | Broncos de Denver          | 13-3   | Victoire en tour de division (Patriots) 27-13 Défaite en finale de conférence AFC (Steelers) 17-34                                                                                        |
| 2006   | Chargers de San Diego      | 14-2   | Défaite en tour de division (Patriots) 21-24 |
| 2007   | Chargers de San Diego      | 11-5   | Victoire en tour de Wild Card (Titans) 17-6 Victoire en tour de division (Colts) 28-24 Défaite en finale de conférence AFC (@ Patriots) 12-21                                             |
| 2008   | Chargers de San Diego      | 8-8    | Victoire en tour de Wild Card (Colts) 23-17 (OT) Défaite en tour de division (@ Steelers) 24-35                                                                                           |
| 2009   | Chargers de San Diego (15) | 13-3   | Défaite en tour de division (Jets) 14-17 |
| 2010   | Chiefs de Kansas City      | 10-6   | Défaite en tour de Wild Card (Ravens) 7-30 |
| 2011   | Broncos de Denver          | 8-8    | Victoire en tour de Wild Card (Steelers) 29-23 (OT) Défaite en tour de division (@ Patriots) 10-45                                                                                        |
| 2012   | Broncos de Denver          | 13-3   | Défaite en tour de division (Ravens) 35-38 (2OT) |
| 2013   | Broncos de Denver          | 13-3   | Victoire en tour de division (Chargers) 24-17 Victoire en finale de conférence AFC (Patriots) 26-16 Défaite au Super Bowl XLVIII (Seahawks) 8-43                                          |
| 2014   | Broncos de Denver          | 12-4   | Défaite en tour de division (Colts) 13-24 |
| 2015   | Broncos de Denver (15)     | 12-4   | Victoire en tour de division (Steelers) 23-16 Victoire en finale de conférence AFC (Patriots) 20-18 Victoire au Super Bowl 50 (Panthers) 24-10                                            |
| 2016   | Chiefs de Kansas City      | 12-4   | Défaite en tour de division (Steelers) 16-18 |
| 2017   | Chiefs de Kansas City      | 10-6   | Défaite en tour de Wild Card (Titans) 21-22 |
| 2018   | Chiefs de Kansas City      | 12-4   | Victoire en tour de division (Colts) 31-13 Défaite en finale de conférence AFC (Patriots) 31-37 (OT)                                                                                      |
| 2019   | Chiefs de Kansas City      | 12-4   | Victoire en tour de division (Texans) 51-31 Victoire en finale de conférence AFC (Titans) 35-24 Victoire au Super Bowl LIV (49ers) 31-20                                                  |
| 2020   | Chiefs de Kansas City      | 14-2   | Victoire en tour de division (Browns) 22-17 Victoire en finale de conférence AFC (Bills) 38-24 Défaite au Super Bowl LV (Buccanneers) 9-31                                                |
| 2021   | Chiefs de Kansas City      | 12-5   | Victoire en tour de Wild Card (Steelers) 42-21 Victoire en tour de division (Bills) 42-36 (OT) Défaite en finale de conférence AFC (Bengals) 24-27 (OT)                                   |
| 2022   | Chiefs de Kansas City      | 14-3   | Victoire en tour de division (Jaguars) 27-20 Victoire en finale de conférence AFC (Bengals) 23-20 Victoire au Super Bowl LVII (Eagles) 38-35                                              |
| 2023   | Chiefs de Kansas City      | 11-6   | Victoire en tour de wild card (Dolphins) 26–7 Victoire en tour de division (@ Bills) 27-24 Victoire en finale de Conférence AFC (Ravens) 17-10 Victoire au Super Bowl LVIII (49ers) 25-22 |
| 2024   | Chiefs de Kansas City (17) | 15-2   | Victoire en tour de division (Texans) 23-14 Victoire en finale de conférence AFC (Bills) 32-29 Défaite au Super Bowl LIX (Eagles) 22-40                                                   |

## Qualifiés en Wild Card
Légende :
- Vainqueur du Super Bowl
- Finaliste du Super Bowl

| Saison | Franchise               | Bilan | Résultats en séries éliminatoires |
| ------ | ----------------------- | ----- | --- |
| 1969   | Chiefs de Kansas City   | 11-3  | Victoire en tour de division (Jets) 13-6 Victoire en finale de conférence AFC (Raiders) 17-7 Victoire au Super Bowl IV (Vikings) 23-7                                                            |
| 1977   | Raiders d'Oakland       | 11-3  | Victoire en tour de division (@ Colts) 37-31 (2OT) Défaite en finale de conférence AFC (@ Broncos) 17-20                                                                                         |
| 1979   | Broncos de Denver       | 10-6  | Défaite en tour de Wild Card (@ Oilers) 7-13 |
| 1980   | Raiders d'Oakland       | 11-5  | Victoire en tour de Wild Card (Oilers) 27-7 Victoire en tour de division (@ Browns) 14-12 Victoire en finale de conférence AFC (@ Chargers) 34-27 Victoire au Super Bowl XV (Eagles) 27-10       |
| 1982   | Chargers de San Diego   | 6-3   | Victoire au 1er tour (@ Steelers) 31-28 Défaite au 2e tour (@ Dolphins) 13-34 |
| 1983   | Seahawks de Seattle     | 9-7   | Victoire en tour de Wild Card (Broncos) 31-7 Victoire en tour de division (@ Dolphins) 21-20 Défaite en finale de conférence AFC (@ Raiders) 14-30                                               |
| 1983   | Broncos de Denver       | 9-7   | Défaite en tour de Wild Card (@ Seahawks) 7-31 |
| 1984   | Seahawks de Seattle     | 12-4  | Victoire en tour de Wild Card (Raiders) 13-7 Défaite en tour de division (@ Dolphins) 10-31 |
| 1984   | Raiders de Los Angeles  | 11-5  | Défaite en tour de Wild Card (Seahawks) 7-13 |
| 1986   | Chiefs de Kansas City   | 10-6  | Défaite en tour de Wild Card (@ Jets) 15-35 |
| 1987   | Seahawks de Seattle     | 9-6   | Défaite en tour de Wild Card (@ Oilers) 20-23 (OT) |
| 1990   | Chiefs de Kansas City   | 11-5  | Défaite en tour de Wild Card (@ Dolphins) 16-17 |
| 1991   | Chiefs de Kansas City   | 10-6  | Victoire en tour de Wild Card (Raiders) 10-6 Défaite en tour de division (@ Bills) 14-37 |
| 1991   | Raiders de Los Angeles  | 9-7   | Défaite en tour de Wild Card (@ Chiefs) 6-10 |
| 1992   | Chiefs de Kansas City   | 10-6  | Défaite en tour de Wild Card (@ Chargers) 0-17 |
| 1993   | Raiders de Los Angeles  | 10-6  | Victoire en tour de Wild Card (Broncos) 42-24 Défaite en tour de division (@ Bills) 23-29 |
| 1993   | Broncos de Denver       | 9-7   | Défaite en tour de Wild Card (@ Raiders) 17-27 |
| 1994   | Chiefs de Kansas City   | 9-7   | Défaite en tour de Wild Card (@ Dolphins) 17-27 |
| 1995   | Chargers de San Diego   | 9-7   | Défaite en tour de Wild Card (Colts) 20-35 |
| 1997   | Broncos de Denver       | 12-4  | Victoire en tour de Wild Card (Jaguars) 42-17 Victoire en tour de division (@ Chiefs) 14-10 Victoire en finale de conférence AFC (@ Steelers) 24-21 Victoire au Super Bowl XXXII (Packers) 31-24 |
| 2000   | Broncos de Denver       | 11-5  | Défaite en tour de Wild Card (@ Ravens) 3-21 |
| 2003   | Broncos de Denver       | 10-6  | Défaite en tour de Wild Card (@ Colts) 10-41 |
| 2004   | Broncos de Denver       | 10-6  | Défaite en tour de Wild Card (@ Colts) 24-49 |
| 2006   | Chiefs de Kansas City   | 9-7   | Défaite en tour de Wild Card (@ Colts) 8-23 |
| 2013   | Chiefs de Kansas City   | 11-5  | Défaite en tour de Wild Card (@ Colts) 44-45 |
| 2013   | Chargers de San Diego   | 9-7   | Victoire en tour de Wild Card (@ Bengals) 27-10 Défaite en tour de division (@ Broncos) 17-24 |
| 2015   | Chiefs de Kansas City   | 11-5  | Victoire en tour de Wild Card (@ Texans) 30-0 Défaite en tour de division (@ Patriots) 20-27 |
| 2016   | Raiders d'Oakland       | 12-4  | Défaite en tour de Wild Card (@ Texans) 14-27 |
| 2018   | Chargers de Los Angeles | 12-4  | Victoire en tour de Wild Card (@ Ravens) 23-17 Défaite en tour de division (@ Patriots) 28-41 |
| 2021   | Raiders de Las Vegas    | 10-7  | Défaite en tour de Wild Card (@ Bengals) 19-26 |
| 2022   | Chargers de Los Angeles | 10-7  | Défaite lors du tour de Wild Card (@ Jaguars) 30-31 |
| 2024   | Chargers de Los Angeles | 11-6  | Défaite en tour de Wild Card (@ Texans) 12-32 |
| 2024   | Broncos de Denver       | 10-7  | Défaite en tour de Wild Card (@ Bills) 7-31 |

## Résultats saison par saison
Légende :
- Champion de l'AFL
- Vainqueur du Super Bowl
- Finaliste du Super Bowl
- Qualifié pour les séries éliminatoires
- (x) : Classement (seed) dans la conférence en fin de saison régulière

| Saison | Bilan des équipes      | Bilan des équipes      | Bilan des équipes     | Bilan des équipes  | Bilan des équipes    |
| --- | ---------------------- | ---------------------- | --------------------- | ------------------ | -------------------- |
| Saison | 1er                    | 2e                     | 3e                    | 4e                 | 5e                   |
| AFC Western |                        |                        |                       |                    |                      |
| 1960 | LA Chargers (10-4)     | Dal. Texans (8-6)      | Oakland (6-8)         | Denver (4-9-1)     |                      |
| 1961 : Les Chargers de Los Angeles déménagent à San Diego et deviennent les Chargers de San Diego. |                        |                        |                       |                    |                      |
| 1961 | San Diego (12-2)       | Dal. Texans (6-8)      | Denver (3-11)         | Oakland (2-12)     |                      |
| 1962 | Dal. Texans (11-3)     | Denver (7-7)           | San Diego (4-10)      | Oakland (1-13)     |                      |
| 1963 : Les Texans de Dallas déménagent à Kansas City pour devenir les Chiefs de Kansas City. |                        |                        |                       |                    |                      |
| 1963 | San Diego (11-3)       | Oakland (10-4)         | Kansas City (5-7-2)   | Denver (2-11-1)    |                      |
| 1964 | San Diego (8-5-1)      | Kansas City (7-7)      | Oakland (5-7-2)       | Denver (2-11-1)    |                      |
| 1965 | San Diego (9-2-3)      | Oakland (8-5-1)        | Kansas City (7-5-2)   | Denver (4-10)      |                      |
| 1966 | Kansas City (11-2-1)   | Oakland (8-5-1)        | San Diego (7-6-1)     | Denver (4-10)      |                      |
| 1967 | Oakland (13-1)         | Kansas City (9-5)      | San Diego (8-5-1)     | Denver (3-11)      |                      |
| 1968 : Les Bengals de Cincinnati rejoignent la division en tant qu'équipe d'expansion. |                        |                        |                       |                    |                      |
| 1968 | Oakland (12-2)         | Kansas City (12-2)     | San Diego (9-5)       | Denver (5-9)       | Cincinnati (3-11)    |
| 1969 | Oakland (12-1-1)       | Kansas City (11-3)     | San Diego (8-6)       | Denver (5-8-1)     | Cincinnati (4-9-1)   |
| AFC West |                        |                        |                       |                    |                      |
| 1970 : Les Bengals de Cincinnati quitte la division et rejoignent la division AFC Central. |                        |                        |                       |                    |                      |
| 1970 | Oakland (8-4-2)        | Kansas City (7-5-2)    | San Diego (5-6-3)     | Denver (5-8-1)     |                      |
| 1971 | Kansas City (10-3-1)   | Oakland (8-4-2)        | San Diego (6-8)       | Denver (4-9-1)     |                      |
| 1972 | Oakland (10-3-1)       | Kansas City (8-6)      | Denver (5-9)          | San Diego (4-9-1)  |                      |
| 1973 | Oakland (9-4-1)        | Kansas City (7-5-2)    | Denver (7-5-2)        | San Diego (2-11-1) |                      |
| 1974 | Oakland (12-2)         | Denver (7-6-1)         | Kansas City (5-9)     | San Diego (5-9)    |                      |
| 1975 | (2) Oakland (11-3)     | Denver (6-8)           | Kansas City (5-9)     | San Diego (2-12)   |                      |
| 1976 : Les Buccaneers de Tampa Bay rejoignent la division en tant qu'équipe d'expansion. |                        |                        |                       |                    |                      |
| 1976 | (1) Oakland (13-1)     | Denver (9-5)           | San Diego (6-8)       | Kansas City (5-9)  | Tampa Bay (0-14)     |
| 1977 : Les Buccaneers de Tampa Bay changent de division pour la NFC Central, les Seahawks de Seattle rejoignent l'AFC West.                                                                                                  |                        |                        |                       |                    |                      |
| 1977 | (1) Denver (12-2)      | (4) Oakland (11-3)     | San Diego (7-7)       | Seattle (5-9)      | Kansas City (2-12)   |
| 1978 | (3) Denver (10-6)      | Oakland (9-7)          | Seattle (9-7)         | San Diego (9-7)    | Kansas City (4-12)   |
| 1979 | (1) San Diego (12-4)   | (5) Denver (10-6)      | Seattle (9-7)         | Oakland (9-7)      | Kansas City (7-9)    |
| 1980 | (1) San Diego (11-5)   | (4) Oakland (11-5)     | Kansas City (8-8)     | Denver (8-8)       | Seattle (4-12)       |
| 1981 | (3) San Diego (10-6)   | Denver (10-6)          | Kansas City (9-7)     | Oakland (7-9)      | Seattle (6-10)       |
| 1982 : Les Raiders d'Oakland déménagent à Los Angeles et deviennent les Raiders de Los Angeles. À la suite d'une grève, la saison ne compte que 9 journées. Les classements sont établis par conférence et non par division. |                        |                        |                       |                    |                      |
| 1982 | (1) LA Raiders (8-1)   | (5) San Diego (6-3)    | Seattle (4-5)         | Kansas City (3-6)  | Denver (2-7)         |
| 1983 | (1) LA Raiders (12-4)  | (4) Seattle (9-7)      | (5) Denver (9-7)      | San Diego (6-10)   | Kansas City (6-10)   |
| 1984 | (2) Denver (13-3)      | (4) Seattle (12-4)     | (5) LA Raiders (11-5) | Kansas City (8-8)  | San Diego (7-9)      |
| 1985 | (1) LA Raiders (12-4)  | Denver (11-5)          | Seattle (8-8)         | San Diego (8-8)    | Kansas City (6-10)   |
| 1986 | (2) Denver (11-5)      | (5) Kansas City (10-6) | Seattle (10-6)        | LA Raiders (8-8)   | San Diego (4-12)     |
| 1987 | (1) Denver (10-4-1)    | (5) Seattle (9-6)      | San Diego (8-7)       | LA Raiders (5-10)  | Kansas City (4-11)   |
| 1988 | (3) Seattle (9-7)      | Denver (8-8)           | LA Raiders (7-9)      | San Diego (6-10)   | Kansas City (4-11-1) |
| 1989 | (1) Denver (11-5)      | Kansas City (8-7-1)    | LA Raiders (8-8)      | Seattle (7-9)      | San Diego (6-10)     |
| 1990 | (2) LA Raiders (12-4)  | (5) Kansas City (11-5) | Seattle (9-7)         | San Diego (6-10)   | Denver (5-11)        |
| 1991 | (2) Denver (12-4)      | (4) Kansas City (10-6) | (5) LA Raiders (9-7)  | Seattle (7-9)      | San Diego (-12)      |
| 1992 | (3) San Diego (11-5)   | (6) Kansas City (10-6) | Denver (8-8)          | LA Raiders (7-9)   | Seattle (2-14)       |
| 1993 | (3) Kansas City (11-5) | (4) LA Raiders (10-6)  | (5) Denver (9-7)      | San Diego (8-8)    | Seattle (6-10)       |
| 1994 | (2) San Diego (11-5)   | (6) Kansas City (9-7)  | LA Raiders (9-7)      | Denver (7-9)       | Seattle (6-10)       |
| 1995 : Les Raiders de Los Angeles reviennent à Oakland après 13 saisons et redeviennent les Raiders d'Oakland. |                        |                        |                       |                    |                      |
| 1995 | (1) Kansas City (13-3) | (4) San Diego (9-7)    | Seattle (8-8)         | Denver (8-8)       | Oakland (8-8)        |
| 1996 | (1) Denver (13-3)      | Kansas City (9-7)      | San Diego (8-8)       | Oakland (7-9)      | Seattle (7-9)        |
| 1997 | (1) Kansas City (13-3) | (4) Denver (12-4)      | Seattle (8-8)         | Oakland (4-12)     | San Diego (4-12)     |
| 1998 | (1) Denver (14-2)      | Oakland (8-8)          | Seattle (8-8)         | Kansas City (7-9)  | San Diego (5-11)     |
| 1999 | (3) Seattle (9-7)      | Kansas City (9-7)      | San Diego (8-8)       | Oakland (8-8)      | Denver (6-10)        |
| 2000 | (2) Oakland (12-4)     | (5) Denver (11-5)      | Kansas City (7-9)     | Seattle (6-10)     | San Diego (1-15)     |
| 2001 | (3) Oakland (10-6)     | Seattle (9-7)          | Denver (8-8)          | Kansas City (6-10) | San Diego (5-11)     |
| 2002 : À la suite d'un réalignement dans la ligue, les Seahawks de Seattle rejoignent la NFC West. |                        |                        |                       |                    |                      |
| 2002 | (1) Oakland (11-5)     | Denver (9-7)           | San Diego (8-8)       | Kansas City (8-8)  |                      |
| 2003 | (2) Kansas City (13-3) | (6) Denver (10-6)      | Oakland (4-12)        | San Diego (4-12)   |                      |
| 2004 | (4) San Diego (12-4)   | (6) Denver (10-6)      | Kansas City (7-9)     | Oakland (5-11)     |                      |
| 2005 | (2) Denver (13-3)      | Kansas City (10-6)     | San Diego (9-7)       | Oakland (4-12)     |                      |
| 2006 | (1) San Diego (14-2)   | (6) Kansas City (9-7)  | Denver (9-7)          | Oakland (2-14)     |                      |
| 2007 | (3)San Diego (11-5)    | Denver (7-9)           | Kansas City (4-12)    | Oakland (4-12)     |                      |
| 2008 | (4) San Diego (8-8)    | Denver (8-8)           | Oakland (5-11)        | Kansas City (2-14) |                      |
| 2009 | (2) San Diego (13-3)   | Denver (8-8)           | Oakland (5-11)        | Kansas City (4-12) |                      |
| 2010 | (4) Kansas City (10-6) | San Diego (9-7)        | Oakland (8-8)         | Denver (7-9)       |                      |
| 2011 | (4) Denver (8-8)       | San Diego (8-8)        | Oakland (8-8)         | Kansas City (7-9)  |                      |
| 2012 | (1) Denver (13-3)      | San Diego (7-9)        | Oakland (4-12)        | Kansas City (2-14) |                      |
| 2013 | (1) Denver (13-3)      | (5) Kansas City (11-5) | (6) San Diego (9-7)   | Oakland (4-12)     |                      |
| 2014 | (2) Denver (12-4)      | Kansas City (9-7)      | San Diego (9-7)       | Oakland (3-13)     |                      |
| 2015 | (1) Denver (12-4)      | (5) Kansas City (11-5) | Oakland (7-9)         | San Diego (4-12)   |                      |
| 2016 | (2) Kansas City (12-4) | (5) Oakland (12-4)     | Denver (9-7)          | San Diego (5-11)   |                      |
| 2017 : Les Chargers de San Diego reviennent à Los Angeles après 56 saisons et redeviennent les Chargers de Los Angeles. |                        |                        |                       |                    |                      |
| 2017 | (4) Kansas City (10-6) | LA Chargers (9-7)      | Oakland (6-10)        | Denver (5-11)      |                      |
| 2018 | (1) Kansas City (12-4) | (5) LA Chargers (12-4) | Denver (6-10)         | Oakland (4-12)     |                      |
| 2019 | (2) Kansas City (12-4) | Denver (7-9)           | Oakland (7-9)         | LA Chargers (5-11) |                      |
| 2020 : Les Raiders d'Oakland déménagent à Las Vegas et deviennent les Raiders de Las Vegas. |                        |                        |                       |                    |                      |
| 2020 | (1) Kansas City (14-2) | Las Vegas (8-8)        | LA Chargers (7-9)     | Denver (5-11)      |                      |
| 2021 | (2) Kansas City (12-5) | (5) Las Vegas (10-7)   | LA Chargers (9-8)     | Denver (7-10)      |                      |
| 2022 | (1) Kansas City (14-3) | (5) LA Chargers (10-7) | Las Vegas (6-11)      | Denver (5-12)      |                      |
| 2023 | (3) Kansas City (11-6) | Las Vegas (8-9)        | Denver (8-9)          | LA Chargers (5-12) |                      |
| 2024 | (1) Kansas City (15-2) | (5) LA Chargers (11-6) | (7) Denver (10-7)     | Las Vegas (4-13)   |                      |

## Statistiques par franchise
Mise à jour en fin de saison 2024.
| Franchise               | Division AFL/AFC | Série éliminatoire | Titre(s) en AFC* | Titre(s) en AFL† | V. au Super Bowl | Titres nationaux‡ |
| ----------------------- | ---------------- | ------------------ | ---------------- | ---------------- | ---------------- | ----------------- |
| Broncos de Denver       | 15               | 23                 | 8                | 0                | 3                | 3                 |
| Chiefs de Kansas City   | 17               | 27                 | 6                | 1                | 4                | 5                 |
| Raiders de Las Vegas    | 15               | 23                 | 5                | 0                | 3                | 4                 |
| Chargers de Los Angeles | 15               | 20                 | 1                | 1                | 0                | 1                 |
| Totaux                  | Totaux           | 93                 | 20               | 2                | 10               | 13                |

* : Total des titres de conférence en AFC (depuis 1970) et AFL (entre 1966 et 1969)
† : Titre de champions de l'AFL (1960–1965) avant le Super Bowl I
‡ : Total des victoires au Super Bowl et des titres de l'AFL (avant le Super Bowl I en 1967).
Anciens membres
Le tableau ci-dessous prend en compte les titres de division et les apparitions en série éliminatoire des anciens membres obtenus pendant leur séjour dans la Division AFL/AFC West uniquement.
| Franchise               | Période   | Titre(s) de Division AFL/AFC | Série éliminatoire | Titre(s) en AFC | V. au Super Bowl |
| ----------------------- | --------- | ---------------------------- | ------------------ | --------------- | ---------------- |
| Seahawks de Seattle     | 1977–2001 | 2                            | 5                  | 0               | 0                |
| Bengals de Cincinnati   | 1968–1969 | 0                            | 0                  | 0               | 0                |
| Buccaneers de Tampa Bay | 1976      | 0                            | 0                  | 0               | 0                |